# Neil Roberts
Neil Wyn Roberts (* 7. April 1978 in Wrexham) ist ein ehemaliger walisischer Fußballspieler, der zuletzt beim Rhyl FC aus der League of Wales spielte.

## Karriere

### Verein
Neil Roberts begann seine Karriere 1994 beim FC Wrexham, wo er in sechs Jahren 75 Spiele absolvierte, in denen er 17-mal traf. Im Februar 2000 wechselte er für 500.000 Pfund Sterling zu Wigan Athletic. Dort bekam er auf Anhieb einen Stammplatz, wurde aber 2002 an Hull City und 2004 an Bradford City verliehen. Nach 126 Spielen und 19 Toren für Wigan, wechselte er im Oktober 2004 zu den Doncaster Rovers. Im Juli 2006 kehrte er zurück zum FC Wrexham und bekam dort die Kapitänsbinde. In den ersten zwei Spielen traf er gleich zweimal, einmal am 20. August gegen Chester City und drei Tage später im League Cup gegen Sheffield Wednesday. Am 9. September verletzte er sich beim 2:1-Sieg über Swindon Town. Knapp einen Monat später gab er gegen Milton Keynes Dons sein Comeback und erzielte beim 2:1-Sieg den 1:0-Führungstreffer. Im Mai 2008 verließ er den Verein, da Wrexham in die Football Conference abstieg.
Am 24. Juni 2008 wechselte er in seine Heimat nach Wales zum Rhyl FC. Dort spielte er von Beginn an in der Startformation und absolvierte 33 Spiele, erzielte 20 Tore und belegte damit Platz vier in der Torschützenliste. 2009 übernahm er einen Leiterposten beim englischen Topklub Manchester City.

### Nationalmannschaft
1999 kam Roberts zu seinem ersten Länderspieleinsatz für die walisische Fußballnationalmannschaft. Allerdings war er nur Perspektivspieler in der Nationalmannschaft und absolvierte am 27. Mai 2004 sein letztes Länderspiel für Wales. Roberts kam auf vier Länderspieleinsätze für sein Heimatland.

## Titel und Erfolge
Wigan Athletic
- Football League Second Division: 2002/03